# Joseph Renzulli

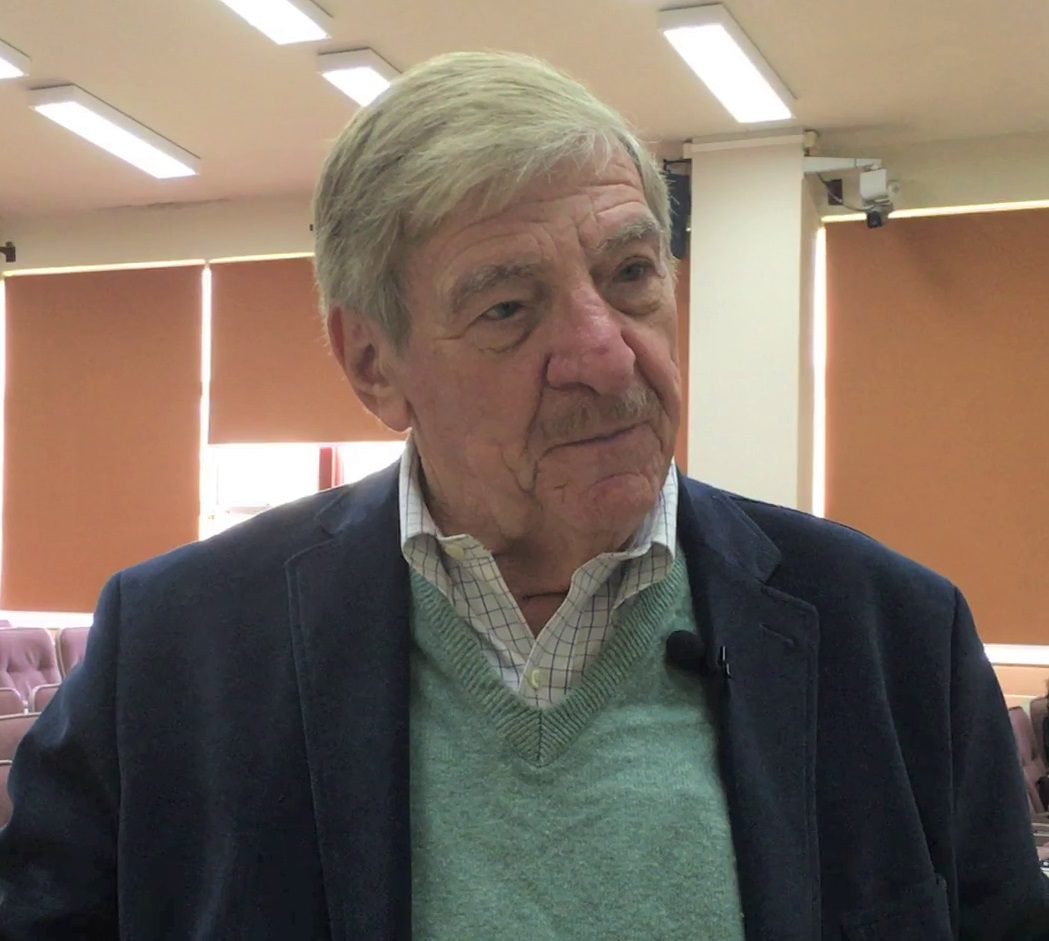
Joseph Renzulli

Joseph Renzulli (7 juli 1936) is een Amerikaanse psycholoog. Renzulli is bekend vanwege zijn artikelen over hoogbegaafdheid. Hij zorgde in de jaren ’70 voor een basismodel, het Drieringenconcept, en nam hier drie typerende kenmerken van hoogbegaafden in op: hoge intellectuele capaciteiten, creatief denkvermogen en taakgerichtheid. Men spreekt van hoogbegaafdheid zodra deze drie kenmerken elkaar overlappen.

## Enkele publicaties
- Renzulli, J.S. (1978). What Makes Giftedness? Reexamining a Definition. Phi Delta Kappan, 60(3), 180-184, 261.
- Renzulli, J.S. (1994). Schools for talent development: A practical plan for total school improvement. Mansfield Center, CT: Creative Learning Press.
- Renzulli, J.S., & Reis, S.M. (1985). The schoolwide enrichment model: A comprehensive plan for educational excellence. Mansfield Center, CT: Creative Learning Press.